# Пимента, Ларисса
Ларисса Пимента (порт. Larissa Cincinato Pimenta; род. 1 марта 1999, Сан-Висенти, Сан-Паулу) — бразильская дзюдоистка. Двукратный бронзовый призёр летних Олимпийских игр 2024 года, бронзовый призёр чемпионата мира, двукратная чемпионка Панамериканских игр, пятикратная чемпионка Панамерики. Участница летних Олимпийских игр 2020 и 2024 годов.

## Биография
Родилась 1 марта 1999 года Сан-Висенти.
В 19 лет Пимента завоевала золотую медаль в весовой категории до 52 кг на Южноамериканских играх 2018 года, проходивших в Кочабамбе, в Боливии.
На Панамериканском чемпионате по дзюдо 2019 года, проходившем в Лиме, Перу, Пимента завоевала золотую медаль в весовой категории до 52 кг. В этом же году стала победителем в весовой категории до 52 кг на Панамериканских играх.
В июне 2021 года Пимента завоевал одну из бронзовых медалей в смешанном командном зачете на чемпионате мира по дзюдо, проходившем в Будапеште. Также выступала в весовой категории до 52 кг, где выбыла во втором раунде.
В 2021 году Пимента представляла Бразилию на летних Олимпийских играх 2020 года в Токио. Она выступала в весовой категории до 52 кг среди женщин, где во втором поединке уступила будущей золотой медалистке Уте Абэ из Японии. Пимента также участвовала в соревнованиях смешанных команд, дважды проиграв свои бои соперницам в более высоких весовых категориях.
В 2023 году, завоевав золотую медаль на Панамериканских играх в Сантьяго, она стала двукратной чемпионкой, а позже на том же соревновании завоевала ещё и серебряную медаль в составе смешанной команды Бразилии.
На летних Олимпийских играх 2024 года в Париже в категории до 52 кг Ларисса завоевала бронзовую медаль, одолев в поединке за третье место итальянку Одетте Джуффриду. В смешанном командном турнире помогла Бразилии завоевать бронзовую награду.